# N17
N17 (conocido también como November 17) es una banda de Metal Industrial originaria de Phoenix, Arizona, Estados Unidos. Lanzaron al mercado dos discos y fueron fichados por Slipdisc Records (una división de Mercury Records) hasta la ruptura del sello en 1999. También firmaron con Spitfire Records, sello con el cual grabaron el álbum Defy Everything de 1999. La banda tomó su nombre a raíz de los acontecimientos del 17 de noviembre de 1973, donde veinte estudiantes de un instituto fueron asesinados por militares griegos en una revuelta. N17 ha compartido escenario con notables bandas y artistas como Marilyn Manson, Misfits, Fear Factory, Front Line Assembly, Type O Negative, Sevendust, Ministry, entre otros.

## Músicos

### Alineación más reciente
- Trevor Askew - voz
- Byron Filson - guitarra
- Chris Cannella- guitarra
- damoN17 - bajo
- Jason Kowalski - batería

### Miembros anteriores
- Mark Keltner - guitarra
- Rudy Reilly - guitarra, bajo

## Discografía

### Álbumes de estudio
| 1997 | Trust No One    | Slipdisc Records          |
| 1999 | Defy Everything | Slipdisc/Spitfire Records |